# Miroslav Kapoun (politik KSČ)
Miroslav Kapoun (22. června 1930 Kojetín – 24. července 2023) byl český a československý politik KSČ, za normalizace ministr průmyslu České socialistické republiky.

## Biografie
Vyučil se pletařem a půsbil v tomto oboru do roku 1949. Vystudoval Vyšší průmyslovou školu textilní v Brně a při zaměstnání pak podnikový institut při Vysoké škole strojní a textilní v Liberci. Po ukončení průmyslové školy nastoupil do podniku Loana Rožnov pod Radhoštěm, kde působil na různých pozicích (mechanik, mistr, vedoucí pletárny, vedoucí učňovských středisek, vedoucí útvaru péče o jakost výrobků). V roce 1980 se stal generálním ředitelem VHJ Pletařský průmysl Písek. Angažoval se i v místních, okresních a krajských orgánech KSČ. Bylo mu uděleno Vyznamenání Za vynikající práci a medaile Za službu vlasti.
V červnu 1981 byl jmenován členem české čtvrté vlády Josefa Korčáka jako ministr průmyslu. Ve funkci setrval do konce jejího mandátu v červnu 1986.